# آیتون، هرفوردشر
آیتون (به انگلیسی: Eyton) یک روستا و محله مدنی در بریتانیا است که در هرفوردشر واقع شده‌است. آیتون ۱۲۴ نفر جمعیت دارد.